# Azanuy-Alins
Azanuy-Alins è un comune spagnolo di 177 abitanti situato nella comunità autonoma dell'Aragona.
Fa parte di una subregione denominata Frangia d'Aragona. Lingua d'uso, è, da sempre, una variante del catalano occidentale.